# سرگئی آسلامازیان
سرگئی زاکاری آسلامازیان (ارمنی: Սերգեյ Զաքարի Ասլամազյան؛ ۲ فوریهٔ ۱۸۹۷ – ۲۷ سپتامبر ۱۹۷۸) آهنگساز و نوازنده اهل ارمنستان بود.

## زندگی‌نامه
وی در ۲ فوریهٔ ۱۸۹۷ در موزدوک، اوستیای شمالی-آلانیا به دنیا آمد و از کنسرواتوار دولتی چایکوفسکی مسکو فارغ‌التحصیل شد. وی همچنین برندهٔ جوایزی عنوان افتخاری هنرمند مردمی ارمنستان شوروی در سال ۱۹۴۵ و جایزه دولتی اتحاد شوروی همچون شده است. وی در ۲۷ سپتامبر ۱۹۷۸ در سن ۸۱ سالگی در مسکو درگذشت و در گورستان ارامنه مسکو به خاک سپرده شد.